# Rébellion des Zanj
La rébellion des Zanj (en arabe : ثورة الزنج (Thawrat al-Zanj / Zinj)) est un soulèvement majeur contre le califat abbasside, qui s'est déroulé de 869 à 883. La rébellion s'est déclenchée près de la ville de Bassorah dans l'actuel sud de l'actuelle Irak et était dirigée par Ali ibn Mohammed, un rebelle d'origine persane ou arabe. Elle évolue pour impliquer de nombreux esclaves et hommes libres de plusieurs régions du califat, et a causé la mort de centaines de milliers d'hommes avant d'être finalement réprimée,.
Plusieurs historiens musulmans, comme al-Tabari et al-Mas'udi, considèrent la révolte de Zanj comme l'un des « soulèvements les plus vicieux et brutaux » qui aient frappé le gouvernement central abbasside. Les savants modernes ont caractérisé le conflit comme étant « l'une des rébellions les plus sanglantes et les plus destructrices que l'histoire de l'Asie occidentale a enregistré », tout en faisant l'éloge de ses rapports, comme étant parmi la « campagne la plus complète et largement décrite dans l'ensemble des premiers écrits historiques islamiques. ». La composition précise des rebelles reste un sujet de débat, à la fois en ce qui concerne leur identité et quant à la proportion d'esclaves et de libres parmi eux - les sources historiques disponibles étant ouvertes à diverses interprétations.

## Contexte
Les Zanj étaient des esclaves qui étaient principalement utilisés pour le travail agricole dans le cadre de l'économie de plantation du sud de l'Irak. La demande de main-d'œuvre servile au cours de cette période a été alimentée par les riches habitants de la ville portuaire de Bassorah, qui avait acquis de vastes marais dans la région environnante. Ces terres avaient été abandonnées à la suite des migrations paysannes et des inondations répétées au fil du temps, mais elles pouvaient être reconverties en espace cultivable grâce à un travail intensif,,,,.
Les magnats locaux ont pu acquérir la propriété de cette terre à condition qu'ils la rendent arable. En conséquence, ils ont acquis un grand nombre de Zanj et d'autres esclaves, qui ont été placés dans des camps de travail et chargés de déblayer la couche arable nitreuse dans le cadre du processus de remise en état. D'autres Zanj travaillaient dans les salines de l'Irak inférieur, en particulier dans la région de Bassorah,,,,.
Les conditions de travail et de vie des Zanj étaient considérées comme extrêmement misérables. Le travail subalterne auquel ils étaient soumis était difficile et les esclaves semblaient avoir été mal traités par leurs maîtres,,,. On sait que deux tentatives précédentes de rébellion contre ces traitements se sont produites en 689-90 et en 694. Ces deux révoltes ont rapidement échoué et on sait peu de choses sur leur histoire antérieurement à 869.
À partir de 861, le califat abbasside fut affaibli par une période de désordre sévère connue sous le nom d'anarchie à Samarra, au cours de laquelle le gouvernement central abbasside de Samarra fut paralysé par une lutte entre les califes et l'établissement militaire pour le contrôle de l'État. Tout au long des années 860, les différentes factions de la capitale furent occupées par ce conflit qui provoqua la mort de plusieurs califes, commandants de l'armée et bureaucrates, l'éclatement de plusieurs émeutes de troupes, une guerre civile dévastatrice en 865-866 et la faillite virtuelle du gouvernement,.
L'anarchie à Samarra a permis à un certain nombre de provinces de tomber entre les mains des rebelles, tandis que les gouverneurs des provinces étaient libres d'agir de manière indépendante dans les territoires qui leur étaient assignés. La perte effective des provinces a, à son tour, entraîné une diminution des recettes fiscales perçues par le gouvernement central, exacerbant davantage la crise dans la capitale et paralysant la capacité du gouvernement à répondre efficacement aux défis contre son autorité. Cette instabilité permanente a grandement facilité le succès initial de la révolte des Zanj, car le gouvernement s'est montré incapable de mobiliser suffisamment de troupes et de ressources pour maîtriser les rebelles,.

## Déroulement

### Ali ibn Mohammed

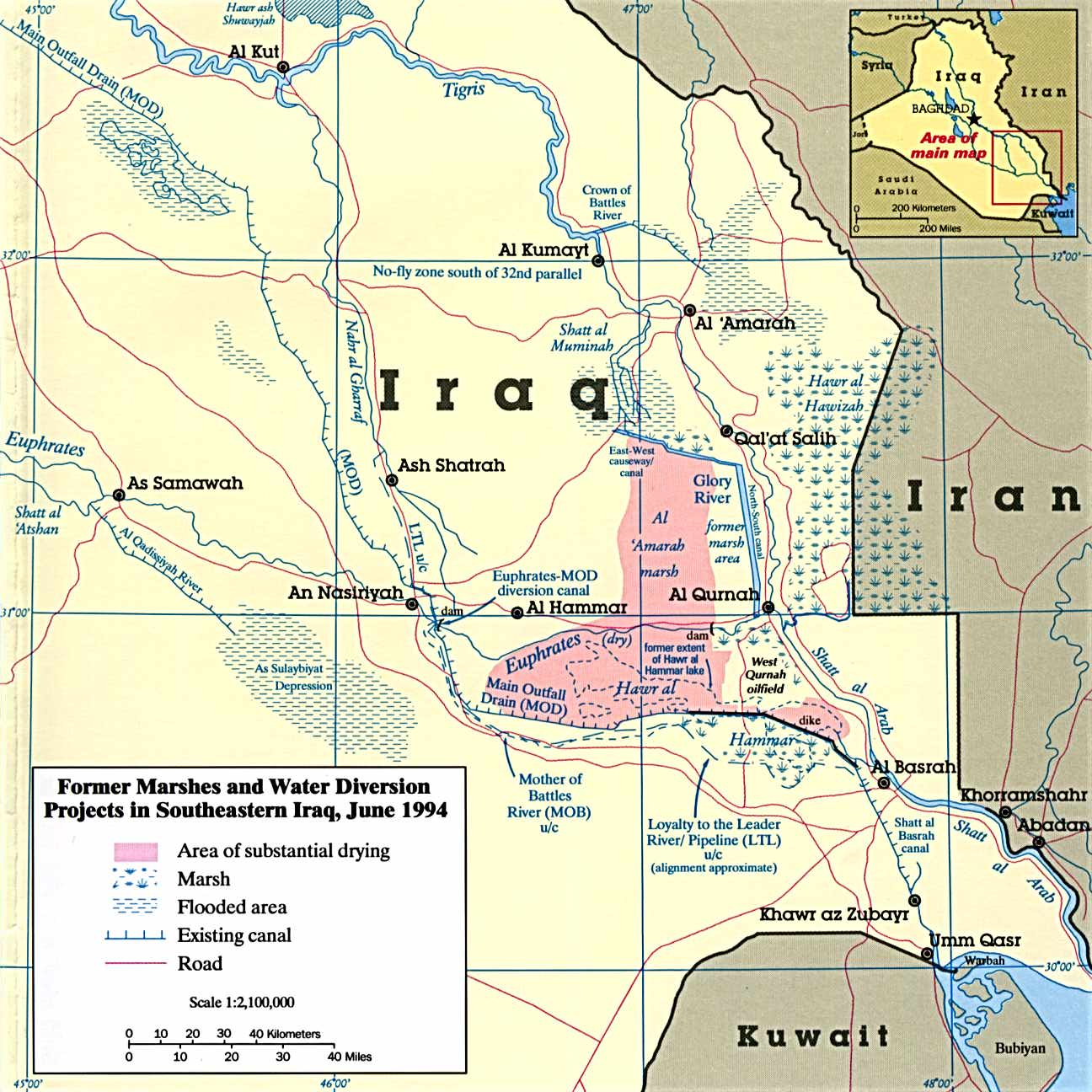
Carte des marais de Mésopotamie.

Le chef de la révolte était 'Ali ibn Mohammed, un individu d'origine incertaine. On sait peu de choses sur sa famille ou ses débuts en raison de la rareté des informations et des récits contradictoires. Selon une version, son grand-père paternel descendait des Abd al-Qays et sa grand-mère paternelle était une esclave Sindhi, tandis que sa mère, une femme libre, était membre des Banu Asad ibn Khuzaymah. Certains commentateurs postérieurs ont supposé qu'il était d'origine persane plutôt qu'arabe, mais d'autres historiens considèrent que cela est improbable. Ali ibn Mohammed lui-même prétendait être descendant d'Ali ibn Abi Talib, gendre du prophète musulman Mahomet et quatrième calife du califat rashidun, mais cette prétention fut largement récusée par les historiens musulmans de l'époque,,,,.
Indépendamment de ses origines, Ali semble avoir passé au moins une partie de sa jeunesse dans la région de Rayy et, à une date non précisée, il s'installe dans la capitale abbasside de Samarra, où il se mêle à quelques-uns des esclaves influents du calife al-Muntasir (861-62). En 863, il fait chemin de Samarra à Bahreïn (actuelle Arabie orientale), où il prétend être chiite et commence à éveiller les gens à la rébellion contre le califat. Le soutien à sa cause s'accroît rapidement. Un grand nombre de Bahranis se soumettent à son autorité et des kharaj (impôts fonciers) sont collectés en son nom. Malgré cela, sa rébellion échoue finalement en raison de l'opposition des habitants locaux. Après quoi, Ali abandonne la région et se réinstalle dans la ville de Bassorah, dans le sud de l'Irak, en 868,,.
À Bassorah, Ali cherche à profiter des troubles causés par les groupes rivaux de la ville, Bilaliyyah et Sa'diyyah, et tente d'obtenir le soutien de l'une des factions. Finalement, il proclame une nouvelle révolte, mais personne dans la ville ne se rallie et il est forcé de fuir dans les marais du sud de l'Irak. Là, il est arrêté par les autorités provinciales et envoyé à Wasit. Il peut rapidement obtenir sa liberté et se rend à Bagdad, où il reste l'année suivante. Pendant son séjour à Bagdad, il prétend être un zaïdite apparenté au petit-fils de Zayd ibn Ali et gagne d'autres adeptes à son mouvement,,.
Quand Ali entend des nouvelles d'une autre échauffourée entre les factions de Bassorah en 869, il retourne dans la région et « commence à chercher des esclaves noirs travaillant dans les marais de Bassorah et à s'enquérir de leurs conditions de travail et de nourriture ». Il entreprend une campagne pour libérer et recruter des Zanj et d'autres esclaves, en leur promettant liberté et richesse en échange de leur soutien. Un grand nombre de personnes se joignent rapidement à sa cause, et Ali devient bientôt connu sous le nom de Sāhib az-Zanj, c'est-à-dire « chef des Zanj ». Cependant, le mouvement d'Ali attire non seulement des Zanj mais beaucoup d'autres groupes opprimés socialement. Ceux-ci comprenaient « des esclaves semi-libérés, des clients de familles prestigieuses, un certain nombre de petits artisans et d'humbles ouvriers, de la paysannerie et quelques peuplades bédouinnes qui vivaient autour de Basrah ».
Alors qu'il gagnait des adeptes pour sa rébellion, Ali adopte des slogans de la doctrine égalitaire des Kharijites, qui prêchaient que l'homme le plus qualifié devait régner. Il orne sa bannière et fait graver ses pièces avec des expressions kharijites, et commence ses prières du vendredi avec l'incantation « Dieu est grand, Dieu est grand, il n'y a pas de Dieu sauf Dieu, et Dieu est grand, il n'y a pas d'arbitrage sauf par Dieu » qui était « le cri de guerre utilisé par les Kharijites quand ils ont quitté les rangs d'Ali ibn Abi Talib pendant la bataille de Siffin ». En même temps, cependant, « Ali n'a pas complètement abandonné l'affirmation d'être un Alide et a maintenu qu'il était un Zaïdi ».

### Révolte
La révolte, qui débuta en septembre 869, était concentrée dans les districts d'Irak et d'al-Ahwaz (actuelle province du Khouzistan, en Iran) dans les régions centrales du califat abbasside. Au cours des 14 années suivantes, les Zanjs purent combattre les armées supérieures du gouvernement abbasside en menant une guérilla contre leurs adversaires. Ils sont devenus adeptes des raids des villes, des villages et des camps ennemis (souvent la nuit), s'emparant d'armes, de chevaux, de nourriture et de captifs et libérant d'autres esclaves, et brûlant le reste en cendres pour retarder les représailles,. Au fur et à mesure que la rébellion évoluait, ils construisaient aussi des forteresses, s'équipaient d'une marine pour traverser les canaux et les rivières de la région, percevaient des impôts dans les territoires sous leur contrôle et frappaient leurs propres pièces,.
À ses débuts, la rébellion se limitait à la région autour de la ville de Bassorah et le Chatt-el-Arab. Les premiers efforts du gouvernement abbasside pour écraser la révolte s'avérèrent inefficaces, et plusieurs villes et villages furent occupés ou pillés, y compris al-Ubulla en 870 et Suq al-Ahwaz en 871. Bassorah tomba en septembre 871 à la suite d'un blocus prolongé, résultant au brûlage de la ville et le massacre de ses habitants. Une campagne de représailles menée par le régent califal Abou Ahmed ibn al-Mutawakkil (connu par son honorifique d'al-Muwaffaq) contre les rebelles en 872 s'est soldée par un échec, et les Zanjs sont restés sur l'offensive au cours des années suivantes,,,.
L'incapacité persistante de l'armée abbasside à réprimer la révolte, provoquée en partie par son souci de lutter contre l'avancée du saffaride Yaqoub ibn al-Layth dans al-Ahwaz et en Irak, finit par encourager les Zanjs à étendre leurs activités vers le nord. Une campagne menée par les rebelles pour occuper les marais entre Bassorah et Wasit en 876 a été couronnée de succès, et bientôt ils ont fait leur chemin dans le district de Kaskar. En 879, la rébellion atteignit sa plus haute extension. Wasit et Ramhurmuz furent saccagés et les rebelles avancèrent vers le nord-ouest le long du Tigre, arrivant à moins de 80 kilomètres de Bagdad,,,,.
Le gouvernement abbasside regagna l'initiative dans la guerre à la fin de l'année 879, quand Al-Mutadid envoya son fils Abou al-'Abbas (le futur calife al-Moutadid) avec une force majeure contre les rebelles. Al-Muwaffaq lui-même rejoignit l'offensive l'année suivante et, au cours des mois suivants, les forces gouvernementales réussirent à débarrasser les districts de l'Irak et d'al-Ahwaz des rebelles et à les ramener vers leur «capitale» al-Mukhtarah, au sud de Bassorah,,,.
Al-Mukhtarah fut mis en état de siège en février 881 et, au cours des deux années et demie suivantes, al-Muwaffaq proposa d'offrir des conditions généreuses à tous ceux qui se soumettraient volontairement et convainquit de nombreux rebelles d'abandonner la lutte. La chute d'al-Mukhtarah en août 883, combinée à la mort ou à la capture de 'Ali ibn Mohammed et de la plupart des commandants rebelles, mit fin à la révolte ; les rebelles restants se rendirent au gouvernement ou furent tués,,,.
Le décompte des morts varie de 300 000 à 2 500 000.

## Conséquences
Le nombre de personnes tuées dans le conflit est difficile à estimer ; les écrivains contemporains ont donné des chiffres très variables, et ceux-ci sont considérés par les historiens modernes comme des exagérations grossières. Al-Masoudi a rapporté une estimation "modérée" de 500 000 victimes - bien qu'il ait précisé qu'il s'agissait de « conjectures vides - le calcul rigoureux [du nombre de tués] est impossible » - et a noté séparément que 300 000 hommes ont été tués à la bataille de Bassorah. As-Souli a donné un chiffre de 1 500 000 morts, qui a ensuite été cité par de multiples sources, tandis qu'Ibn al-Taqtaqi a fourni un nombre élevé de 2 500 000. L'Histoire d'Al-Tabari ne contient pas de chiffres complets, mais l'auteur a fréquemment noté le nombre de soldats tués ou blessés dans des batailles individuelles, avec des quantités allant de centaines à des milliers,.
Un grand nombre de personnes se cachent parmi les maisons et dans les puits. Ils ne paraissaient que la nuit et chassaient les chiens, les rats et les chats… ils mangeaient les cadavres de leurs compagnons décédés, et ils se regardaient en attendant que quelqu'un meurt. Les plus forts ont tué leurs camarades et les ont dévorés…
La rébellion a fortement perturbé l'activité économique et causé des dommages considérables aux districts dans lesquels elle a eu lieu. Les sources de la révolte décrivent des villes brûlées, la saisie de nourriture et d'autres ressources par l'avancée des armées, l'abandon des terres et la cessation de l'activité agricole, les perturbations dans le commerce régional et l'endommagement des ponts et des canaux au nom de l'exigence militaire,,,. Les pénuries de produits de première nécessité, tels que la nourriture et l'eau, sont parfois devenues sévères et des cas de cannibalisme se seraient produits.
Tant les rebelles que leurs opposants se sont livrés au pillage, détruisant des fournitures susceptibles de tomber entre les mains de l'ennemi et massacrant ou exécutant des prisonniers,.
Les effets à long terme de la révolte, d'autre part, sont plus difficiles à déterminer et les opinions des historiens modernes varient ; certains comme Bernard Lewis croient que la rébellion n'a entraîné aucun changement significatif, tandis que d'autres, comme Theodor Nöldeke, soutiennent que les régions dévastées par le conflit ne se sont jamais complètement rétablies par la suite,,.
Les armes et les ressources importantes que le gouvernement abbasside a dû lancer contre les Zanjs signifie qu'il a été contraint de détourner son attention d'autres fronts pour la durée du conflit, entraînant la perte effective de plusieurs provinces. Ahmed ibn Touloun, le gouverneur toulounide d'Égypte, a pu profiter de la préoccupation des Abbassides avec les Zanjs, et forger un état indépendant de facto, qui survivra pendant plus de trois décennies, tandis que les Saffarides Yaqoub ben Layth as-Saffar et Amr ibn al-Layth s'emparaient de plusieurs provinces de l'Est et ne firent face à aucune opposition sérieuse du gouvernement central jusqu'à la tentative de Ya'qub de marcher sur l'Irak lui-même en 876. La révolte aurait aussi affecté la capacité du gouvernement à se défendre contre les Byzantins, qui ont obtenu plusieurs succès sur la frontière anatolienne au cours de cette période, et peut-être même indirectement contribué à la montée des Qarmates de Bahreïn quelques années plus tard.

## Historiographie
Ghada Hashem Talhami, une historienne spécialiste de la rébellion Zanj, fait valoir que les vues modernes de la révolte sont déformées par l'assimilation à tort des Zanjs avec les Africains de l'Est. L'hypothèse selon laquelle les écrivains abbassides utilisaient exclusivement le terme Zanj pour désigner spécifiquement la côte est-africaine, et que par conséquent les gens qu'ils appelaient Zanj provenaient d'une partie spécifique de cette région, n'est pas soutenue par des sources contemporaines en raison de leur silence sur l'existence d'une traite négrière est-africaine à cette période, ainsi que par leur utilisation occasionnelle du terme pour signifier "noirs" ou "Afrique" en général.
Talhami cite de divers historiens et travaux, pour faire valoir que la rébellion était plus un soulèvement religieux / social fait par des citoyens de faible classe sociale et opprimés de la région de Basra, qui comprenait une grande variété de personnes, y compris des esclaves d'origine indéterminée. Elle souligne que les sources précisent que les personnes appelées "Zanj" n'étaient pas les seuls participants de la révolte, mais qu'ils ont été rejoints par des Bahranis, Bédouins et d'autres de la région de Bassorah ; de plus, ils ne donnent aucune indication explicite que les Zanjs constituaient même la majorité des rebelles.
L'historien M. A. Shaban a soutenu que la rébellion n'était pas une révolte d'esclaves, mais une révolte de Noirs (zanj). Selon lui, bien que quelques esclaves fugitifs se soient joints à la révolte, la majorité des participants étaient des Arabes et des africains de l'est libres, et si la révolte avait été menée par des esclaves, ils auraient manqué de ressources pour combattre le gouvernement abbasside, aussi longtemps comme ils l'ont fait.

### Sources d'information
Une grande partie des connaissances actuelles de la rébellion Zanj vient de l'ouvrage de l'historien al-Tabari Histoire des prophètes et des rois. Il a fait l'objet de recherches par des orientalistes célèbres tels que Theodor Nöldeke (Sketches from Eastern History) et Louis Massignon (La Passion d'al-Hallaj). Alexandre Popović est l'auteur d'une monographie plus récente sur le sujet.